# Schreibrug
De Schreibrug is een brug in het centrum van Delft, in de Nederlandse provincie Zuid-Holland. De brug is een rijksmonument.

## Historie
De Schreibrug ligt over het Vrouwjuttenland, een gracht die dateert van rond 1432. Het exacte bouwjaar van de brug is niet bekend. Het Vrouwjuttenland gaat in het noordwesten over in de Verwersdijk en in het zuidoosten in het Vrouwenregt. Aan beide zijden van het Vrouwjuttenland ligt een straat, de zuidwestelijke straat ligt tussen de Choorstraat en de Voldersgracht en de noordoostelijke loopt vanaf de brug bij de Verwersdijk tot aan de Vlamingstraat. Op het Vrouwjuttenland komt de gracht Rietveld uit. Rond 1432 was de naam "Verjutten lant" vernoemd naar vrouw Jutte die bewoonster of eigenaar van het stuk land langs de gracht.
Begin 1961 is de gemetselde boog vanwege de slechte staat vernieuwd. Bij het vernieuwen van het gewelf werd van de gelegenheid gebruikgemaakt om de tonronde vorm aan te passen naar een vloeiender aansluiting op de naastgelegen Bloedbrug. Het gewelf is bij de vernieuwing in beton uitgevoerd, waarbij de onderzijde geheel met Belvedère metselstenen is bekleed.

## Naamgeving
De oorsprong van de naam van de Schreibrug is niet eenduidig vast te stellen. De 17-eeuwse stadshistoricus Van Bleyswijck stelt dat de brug is vernoemd naar het schreien der vrouwen na de slag tegen de Vlamingen in 1304. De naastgelegen Bloedbrug zou haar naam ontleend hebben aan dezelfde gebeurtenis. Dit kan echter niet juist zijn, want in 1304 lag de stadsgrens nog niet tot aan het Vrouwjuttenland.
De vroegere gemeentelijke archivaris Bouricius (archivaris van 1907 tot 1929) meende dat de brug zo heette, omdat zij schrijlings over het water ligt. Echter, 'schrijlings' (van 'schrijden') en 'schrei' hebben geen relatie met elkaar. Het is mogelijk dat de naam een verwijzing is naar het woord 'schreie' (schreivis), dat 'gedroogde vis' betekent. Op die plek zou dan vroeger deze gedroogde vis verkocht kunnen zijn. Veel bruggen waren ook een plek waar handel gedreven werd. 
Een alternatieve naam voor de Schreibrug is ‘Brilbrug , dit verwijst naar het huis dat bekend was onder de naam ‘Inden Brill’ of ‘Inden Vergulden Brill’. Dit huis heeft tussen 1600 tot 1900 op de hoek van de Voldersgracht gestaan (destijds Appelmarkt, Verwersdijk, Oude Kleedermarkt of ook wel Luizenmarkt genoemd).